# Valentinijan I.
Valentinijan I. (grško Ουαλεντινιανός Α΄, latinsko Flavivs Valentinianvs Avgvstvs), znan tudi kot Valentinijan Veliki, je bil rimski cesar, ki je vladal od leta 364 do 375, * 321, † 15. november 375.
Po prihodu na prestol je za socesarja imenoval svojega brata Valensa in mu prepustil oblast nad vzhodnimi provincami cesarstva, sam pa je obdržal oblast na zahodu.
Med svojim vladanjem se je uspešno vojskoval z Alemani, Kvadi in Sarmati. Najbolj odmevna je njegova zmaga nad Alemani v bitki pri Soliciniumu leta 367. Njegov izjemen general Teodozij Starejši je zatrl upor v Afriki in veliko zaroto in vodil obrambo pred napadi Piktov, Škotov in Sasov na Britanijo. Valentinijan je bil zadnji cesar, ki je vodil vojne pohode preko Rena in Donave. Obnovil in dodelal je utrdbe ob mejah in gradil utrdbe celo na sovražnem ozemlju. 
Moč cesarstva je skoraj takoj po njegovi smrti začela pojemati, zato ga imenujejo tudi "zadnji veliki cesar na zahodu". Ustanovil je Valentinijansko dinastijo s sinovoma Gracijanom in Valentinijanom II., ki sta vladala v zahodni polovici Rimskega cesarstva.

## Življenjepis

### Zgodnje življenje
Rojen je bil leta 321 v Cibalah, sedanjih Vinkovcih na Hrvaškem. Oče Gracijan Starejši je bil slaven general cesarjev Konstantina I. in Konstansa. Z bratom Valensom sta odraščala na družinski posesti, kjer se je šolal na različnih področjih, tudi v slikarstvu in kiparstvu.
Gracijana so v 220. ali zgodnjih 330. letih povišali v comesa Africae in mladi Valentinijan ga je spremljal v Afriko. Kmalu zatem so ga obtožen za poneverbo in ga prisilili k upokojitvi. Valentijan je v kasnih 330. letih vstopil v vojsko in kasneje verjetno dobil položaj štabnega častnika (protector domesticus). Gracijana so v 340. letih ponovno vpoklicali v vojsko in ga imenovali za comesa Brittaniae. Po končanem službovanju se je upokojil in umaknil na svojo posest v Cibalah.
Leta 350 so cesarja Konstansa umorili agenti uzurpatorja Magnencija, katerega je za cesarja razglasilila njegova armade v Galiji. Cesar vzhodnega cesarstva Konstancij II. je takoj zbral veliko vojsko za napad na Magnencija. Naslednje leto sta se oba cesarja sestala v Panoniji. Sledila je bitka pri Mursi Major (sedanji Osijek, Hrvaška), v kateri je Konstancij prvič porazil Magnencija. Drugič ga je porazil dve leti kasneje v bitki pri Mons Selevku v južni Galiji. Magnencij je po porazu spoznal, da je nadaljevanje upora nesmiselno in je avgusta istega leta naredil samomor.
Približno takrat je Konstancij zasegel Gracijanove nepremičnine, ker je domnevno podpriral Magnencija. Ker Valentinijan do očeta kljub temu ni bil sovražno razpoložen, je zelo malo verjetno, da je Gracijan resnično podpiral uzurpatorja.

### V Konstancijevi in Julijanovi službi
Spor med Magnencijem in Konstancijem so izkoristili Alemani in Franki in v nastali zmedi prečili Ren in napadli več pomembnih rimskih naselij in trdnjav. Leta 355 je Konstancij odstavil bratranca Gala, v cesarstvu pa je bilo še vedno čutiti krizo. Ker je bilo cesarstvo po Valentinijanovem mnenju preveliko, da bi mu vladal en sam cesar, je za cezarja imenoval svojega bratranca Julijana. Stanje v Galiji se je hitro slabšalo, zato je Julijana imenoval za poveljnika ene od dveh rimskih armad v Galiji. Poveljnik druge armade je bil Barbacij. Armadi naj bi proti Alemanom delovali kot klešče. Skupina Alemanov se je kljub temu izmuznila mimo obeh armad in napadla Lugdunum (Lyon). Julijan je poslal Valentinijana in tribuna Bajnobavda, da bi zastražila cesto, po kateri naj bi se Alemani vračali. Ker sta njino nalogo ovirala Barbacij in njegov tribun Kela, je alemanski kralj Knodomar izkoristil nastalo nesoglasje, napadel Rimljane in jim povzročil težke izgube. Barbacij je krivdo za poraz prevalil na Valentinijana in Bajnobavda in Valentinijana so odpustili iz vojske.
Valentinijan se je z uničeno kariero vrnil na novo družinsko posestvo v Sirmium. Dve leti kasneje se mu je rodil prvi sin Gracijan, sicer pa je njegovo delovanje v tistem obdobju dokaj neznano in prav mogoče je, da je bil v izgnanstvu.

### Vzpon na oblast
Ko so se razširile novice o Julijanovi smrti, je vojska za novega cesarja takoj razglasila svojega poveljnika Jovijana. Ker njegova oblast ni bila zanesljiva in so ga še vedno napadali Perzijci, je sprejel ponižujoče mirovne pogoje. Na zahod je poslal notarija Prokopija in tribuna Memorida, da razglasita njegovo imenovanje. Valentinijan je bil med Jovijanovim vladanjem povišan v tribuna polka elitne pehote (scutarii) in poslan v Ancyro. 
Jovijanova vladavina je bila kratka, saj je trajala komaj osem mesecev. Še preden mu je uspelo utrditi svoj položaj v Konstantinoplu je na poti nekje med Ankaro in Nikejo umrl, morda zaradi zastrupitve ali pa so ga ubili. Znan je predvsem zaradi vrnitve krščanstva na položaj, ki ga je imelo pod cesarjam Konstantinom in njegovimi sinovi.
Vojska je po njegovi smrti odšla v Nikejo in se po posvetu s civilnimi in vojaškimi uradniki odločila, da izbere novega cesarja. Kandidata sta bila tribun prvega polka elitne pehote Ekvicij in Jovijanov sorodnik Januarij, zadolžen za oskrbovanje vojske v Iliriku. Oba kandidata so zavrnili. Ekvicij je bil preveč neolikan in surov, Januarij pa je bil takrat predaleč. Zbor se je nazadnje odločil za Valentinijana in poslal v Ankaro glasnike, da ga obvestijo o izboru.

### Cesar
Valentinijan je 26. februarja 364 imenovanje sprejel. Med pripravami na nastopni govor so mu vojaki zagrozili z uporom, ker niso bili prepričani v njegovo lojalnost. Ko jim je zagotovil, da je vojska njegova prva prioriteta, so se pomirili. Po Amijanu so bili vojaki presenečeni nad njegovo krepko držo in pripravljenostjo, da prevzame cesarsko oblast. Da bi preprečili nasledstveno krizo, se je strinjal, da izbere socesarja. Njegovo odločitev bi se lahko razumelo kot ukrep za pomiritev državnih uradnikov v vzhodnem delu cesarstva, ker jim je z njo zagotovil, da bo nekdo s cesarskimi pooblastili ostal na vzhodu in zaščitil njihove interese.
Valentinijan je 28. marca 364 v Konstantinoplu za socesarja imenoval svojega brata Valensa, četudi je temu nasprotoval magister equitum Dagalajf. Amijan nedvoumno trdi, da je bil Valens podrejen svojemu bratu. Do konca leta se je ukvarjal z imenovanjem državnih funkcionarjev in vojaških poveljnikov. Dagalajf je ostal poveljnik konjenice, Ekvicija pa je povišal v comesa Ilirika. Valensu je podelil prefekturo Oriens, ki jo je upravljal prefekt Salucij. Zase je obdržal Italijo, Galijo, Afriko in Ilirik. Valens je imel svoj sedež v Konstantinoplu, Valentinijan pa v Milanu.

#### Pohodi v Galijo in Germanijo
Leta 365 so Alemani vdrli preko Rena in napadli Galijo, istočasno pa se je na vzhodu Valensu uprl zadnji član Konstantinske dinastije Prokopij. Po Amijanu je Valentinijan oboje izvedel 1. novembra na poti v Pariz. Proti Alemanom je poslal Dagalajfa, sam pa se je začel pripravljati na pohod na vzhod na pomoč Valensu. Med pripravami so ga dvorni svetovalci in odposlanci glavnih galskih mest rotili, naj brani Galijo, zato se je odločil ostati v Galiji in se sam spopasti z Alemani. Odpravil se je v Durocortorum in proti Alemanom poslal generala Karieta in Severijana. Oba generala sta bila takoj poražena in ubita. Leta 366 je proti Alemanom poslal Dagalajfa. Ker tudi on dosegel nobenega uspeha, ga je Valentinijan zamenjal s svojim dvornim generalom Jovinom. Jovin je po več bitkah izrinil Alemane iz Galije in bil zato naslednje leto za svoje zasluge nagrajen s senatorskim položajem.
Na začetku leta 367 se je Valentinijan zaradi krize v Britaniji in severni Galiji odpovedal kazenskemu pohodu proti Alemanom. Alemani so takoj ponovno vdrli preko Rena in izropali Moguntiacum. Valentinijanu je uspelo organizirati uboj njihovega poglavarja Vitikabija, čeprav se je bolj nagibal k temu, da bi Alemane spravil pod rimsko oblast. Celo zimo leta 367 se je ukvarjal z zbiranjem velike vojske za spomladansko ofenzivo. Comesu Italije Sebastijanu je ukaz, naj se s svojimi italskimi in ilirskimi legijami pridruži Jovinu in magistru peditum Severju. Spomladi 368 je Valentinijan s svojim osem let starim sinom in vojsko prečil Ren in Majno in vdrl na alemansko ozemlje. Na začetku ni naletel na noben odpor in je na svoji poti požgal vsa bivališča in skladišča, na katera je naletel. Nazadnje se je spopadel z alemansko vojsko v bitki pri Soliciniju in s težkimi izgubami zmagal. Z Alemani je sklenil začasen mir in se vrnil na zimovanje v Trier. Leta 369 je ukazal gradnjo novih obrambnih objektov in obnovo starih na celem zahodnem bregu Rena. Bil je celo tako predrzen, da je ukazal gradnjo trdnjave tudi na alemanskem ozemlju v hribih okoli sedanjega Heidelberga. Alemanski odposlanci so temu ugovarjali, vendar so jih odslovili. Alemani so zato trdnjavo napadli in jo še med gradnjo porušili.
Leta 370 so severno Galijo ponovno začeli napadati Sasi. Poveljujoči comes rimske vojske v severni Galiji Nanijen, je za pomoč zaprosil Severja. Po nekaj skromnih uspehih so razglasili premirje in Sasi so dali Rimljanom v zameno za prost prehod domov mlade može za služenje v rimski vojski. Rimljani so umikajoče se Sase izdajalsko počakali v zasedi in vse pobili.
Valentinijan je medtem poskušal prepričati zagrizene alemanske sovražnike Burgunde, naj napadejo močnega alemanskega poglavarja Makrijana. Če bi Alemani poskušali pobegniti, bi jih prestregel Valentinijan s svojo vojsko. Pogajanja z Burgundi so bila prekinjena, ko je Valentinijan po svoji naduti navadi odklonil srečanje z burgundskimi odposlanci in jim osebno zagotoviti rimsko podporo. Govorice o rimsko-burgundskem zavezništvu so med Alemani kljub temu zasejale strah pred neposrednim napadom, zato so se razbežali. Njihov beg je omogočil magistru equitum Teodoziju, da jih je napadel iz Retije in jih veliko ujel. Ujetnike so naselili v Padski nižini, kjer so živeli še v času, ko je Amijan pisal svojo Zgodovino.
Valentinijan je še naslednja štiri leta zaman poskušal poraziti Makrijana, kateremu je leta 372 komaj uspelo pobegniti pred Teodozijem, in istočasno na široko novačil vojake iz Rimu naklonjenih alemanskih plemen. Alemanskega kralja Fraomarija je z alemanskimi četami pod poveljstvom Biteridija in Hortarija poslal v Britanijo, da bi okrepili tamkajšnjo vojsko. Valentinijanove pohode proti Alemanom so začele ovirati notranje težave, najprej v Afriki, kasneje pa še v Podonavju. Leta 374 je bil prisiljen z Makrijanom skleniti mir, ker se je moral osebno vključiti v obrambo Ilirika pred Kvadi in Sarmati.

#### Vélika zarota
Leta 367 je Valentinijan izvedel, da so združene sile Piktov, Atakotov in Škotov ubile comesa litoris Saxonici Nektarida in duxa Britanniarum Fulofavda. Istočasno so Franki in Sasi napadli obalno področje severne Galije. Cesarstvo je bilo sredi vélike zarote in v nevarnosti, da izgubi celo Britanijo. Valentinijan se je odpravil v Britanijo in tja kot izvidnico poslal comesa domesticorum Severja, kateremu ni uspelo urediti nastalih razmer. Vrnil se je v Galijo, kjer se je v Samarobrivi sestal z Valentinijanom. Valentinijan ga je povišal v magistra peditum in namesto njega v Britanijo poslal Jovina. Približno takrat je Valentinijan zbolel in začela se je nasledstvena vojna med Severjem kot predstavnikom vojske in Rustikom Julijanom, magistrom memoriae in predstavnikom galskega plemstva. Valentinijan si je kmaku opomogel in za socesarja na zahodu imenoval svojega sina Gracijana, kar je bilo po Amijanovem mnenju dejanje brez primere. Jovin se je hitro vrnil iz Britanije pod pretvezo, da bi za obladovanje tamkajšnjega stanja potreboval več vojakov. Valentinijan je leta 368 za novega comesa Britanniarum imenoval Teodozija in mu ukazal, naj vrne Britanijo pod rimsko oblast. Sever in Jovin sta odšla z Valentinijanom na pohod proti Alemanom.
Teodozij se je skupaj z Batavijci, Jovijci, Heruli in Viktorjevimi legijami izkrcal v Rutupiji in krenil proti Londiniumu, da bi vzpostavil red v južni Britaniji. Kasneje je zbral ostanke rimskih garnizij, ki so bile v Britaniji nastanjene že pred njegovim prihodom in so Fulofavdovem in Nektaridovem porazu očitno izgubile medsebojne povezave. Teodozij je poslaj po Civilisa, da bi ga imenoval za novega vikarja dioceze|, in dodatnega generala Dulcicija. Leta 369 se je lotil ponovnega osvajanja ozemlja severno od Londona in zatrl upor Valentina, svaka vikarja Maksimina. Teodozij je zatem osvojil celotno izgubljeno britansko ozemlja, obnovil mnogo trdnjav in severno Britanijo preimenoval v Valencijo. Leta 369 se je vrnil na celino, kjer ga je Valentinijan povišal v magistra equitum.

#### Upor v Afriki in kriza v Podonavju
Leta 372 je v afriških provincah izbruhnil Firmov upor, ki ga je povzročil podkupljivi comes Africae Romanus. Romanus se je vmešal v krvave spore med zakonskimi in nezakonskimi otroki mavrskega kneza in glavnega rimskega zaveznika Nubela in opustil obrambo mest, ki mu niso hotela plačevati pokupnine, pred puščavskimi nomadi. Upor je prisilil Valentinijana, da je tja poslal Teodozija z nalogo, da v afriških provincah ponovno vzpostavi red. Teodozij je v naslednjih dveh letih razkril Romanusove zločine, aretiral njega in njegove privržence in porazil Firma.
Leta 373 so izbruhnili spopadi a Kvadi, skupino germanskih ljudstev, ki so živela ob zgornji Donavi. Kvadi so bili, tako kot Alemani, ogorčeni nad Valentinijanovo gradnjo utrdb na njihovem ozemlju. Pritožbo njihovih odposlancev je magister armorum per Illyricum Ekvicij zavrnil. Gradnja utrdb je po letu 373 kljub temu kasnila, zato se je Maksimin, ki je medtem postal prefekt Galije, dogovoril z Ekvicijem, da poviša njegovega sina Marcelijana in ga zadolži za dokončanje gradnje. Protesti kvadskih vodij so še naprej zavirali gradnjo in Marcelin je na banketu, na katerem naj bi navidezno potekala mirovna pogajanja, v navalu besa umoril kvadskega kralja Gabinija. Razdraženi Kvadi, katerim so se pridružili zavezniki Sarmati, so začeli vojno. Vdrli so preko Donave in opustošili provinco Panonijo Valerijo. Plenilcem ni uspelo prodreti v utrjena mesta, vendar so zelo opustošili nebranjeno podeželje. Cesar je proti njim poslal dve legiji, kateri so zaradi neusklajenega delovanja uničili Sarmati. Druga skupina Sarmatov je medtem napadla Mezijo. Pregnal jih je Teodozijev sin in kasnejši cesar Teodozij I., ki je bil takrat dux Moesiae. 
Valentinijan je za krizo izvedel šele leta 374. Naslednjo pomlad je odšel iz Trierja in prispel v opustošeni Karnuntum (Petronell ob Donavi). Tam so ga pričakali sarmatski odposlanci, ki so ga prosili odpuščanja za svoja dejanja. Valentinijan jim je odgovoril, da bo raziskal, kaj se je zgodilo, in ustrezno ukrepal. Prezrl je Marcelijanove izdajalske ukrepe in se odločil, da bo kaznoval Kvade. Poletne mesece se je s Sebastijanom in Merobavdom pripravljal na vojni pohod. KOnec poletja je pri Akvinkumu prečkal Donavo in vdrl na kvadsko ozemlje. Po opostošenju njihovega ozemlja, na katerem ni naletel na noben odpor, se je umaknil na prezimovanje v Savarijo.
Spomladi se je odločil, da bo pohod nadaljeval in iz Savarije odšel v Brigecij, sedanji Szőny na Madžarskem. V Brigeciju je 17. novembra sprejel delegacijo Kvadov s ponudbo, da bodo Rimljanom v zameno za mir s svojimi vojaki dopolnili rimsko vojsko. Na sprejemu so vztrajali pri svoji trditvi, da so spor sprožili Rimljani z gradnjo svojih trdnjav na njihovem ozemlju. Nekaj skupin Kvadov se ni strinjalo z dogovorom njihovih poglavarjev in so še naprej napadali Rimljane. Njihovo obnašanje je tako razburilo Valentinijana, da ga je zadela kap in je umrl.

## Reputacija
A.H.M. Jones o njem piše, da je bil kljub temu, da je bil "manjši kmetavz kot njegov glavni tekmec na volitvah za cesarja, vendar še vedno nasilne in brezobzirne nravi in ne samo nekulturen, ampak tudi sovražen do kulturnih ljudi". Po Amijanu je "sovražil lepo oblečene, izobražane in premožne ljudi iz uglednih družin". Bil pa je sposoben vojak in vesten uradnik, ki je skrbel za interese in blaginjo nižjih družbenih slojev, iz katerih se je dvignil njegov oče. Na žalost je njegove dobre namene pogosto pokvarila slaba izbira ministrov in trdovratno prepričanje v njihove odlike, čeprav so njihova dejanja dokazovala nasprotno. Po podatkih v Encyclopaedii Britannici iz leta 1911 je ustanavljal šole in zagotovil zdravniško pomoč revnim v Rimu, tako da je v vseh od štirinajstih mestnih četrtih imenoval zdravnike.
Po verskem prepričanju je bil kristjan, vendar je vsem svojim podanikom dopuščal versko svobodo. Prepovedal je samo nekatere oblike ritualov, na primer posebne vrste žrtvovanja in magijo. Ukrepal je proti vsem zlorabam, tako posvetnim kot cerkvenim, razen, seveda, svojim. Protestiral je tudi proti vse večjemu bogatenju in posvetnosti duhovščine. Njegova glavna pomanjkljivost je bil njegov temperament, ki je bil na trenutke grozljiv in se je v polni meri pokazal v kaznovanje oseb, obtoženih čarovništva.
Sokrat Sholastik v svoji Historii Ecclesiastici na zanimiv način opisuje Valentinijanovi poroki, zaradi katerih so ga nekateri imenovali "bigamni cesar". Sokrat pravi, da se je žena cesarja Valentinijana Marina Severa pogosto srečevala Justino, dokler se nista zbližali do te mere, da sta se začeli kopati skupaj. V kopališču je opazila njeno lepoto in o njej govorila tudi s cesarjem. Valentinijan je sklenil, da se bo z njo poročil, ne da bi se ločil od Marine Severe, ki mu je rodila sina Gracijana, katerega ja malo pred tem razglasil za socesarja. V ta namen je ustrezno spremenil zakonodajo in po vsem cesarstvu razglasil, da ima lahko vsak moški dve zakoniti ženi. Sam se je poročil še z Justino, ki mu je rodila sina Valentinijana mlajšega. Zgodbo opisuje samo Sokrat. V pisnih virih ni nobenega sledu o razglasu, ki bi dovoljeval poligamijo in bi ga izdal Valentinijan I. ali njegovi predhodniki in nasledniki. Takšna praksa ni znana tudi iz nobenega drugega vira iz klasične antike. Valentinijan bi se po rimskem pravu lahko ločil od Severe, saj je dovoljevalo razvezo zakona, ker razveza zakona za kristjane ni dopustna, pa ga je Sokrat ptrezirljvo opisoval kot bigamista. Možno je tudi, da je Sokrat, ki je bil navacijanec, poskušal obtožiti Justino, ki je bila arijanka, za prešuštvo, ker so na tak način pogosto obrekovali pripadnike drugih verskih prepričanj. Gibbon trdi, da sta bili Valentinijanovi poroki zaporedni. Drugi antični viri (Ivan Malala, Chronicon Paschale in Ivan Nikijuški) trdijo, da je Valentinijan pred poroko z Justino cesarico Severo napodil zaradi nezakonitih poslov. Barnes je prepričan, da je zgodba poskus opravičevanja Valentinijanove ločitve brez kakšnega obsojanja cesarja.

### Primarni viri
- Amijan Marcelin, Rerum gestarum libri qui supersunt, W. Seyfarth, Leipzig, 1978.
- T. Mommsen (urednik), Consularia Constantinopolitana, Monumenta Germaniae Historica, Auctores Antiquissimi, 9, Berlin, 1892.
- T. Mommsen, P.M. Meyer, P. Krüger (uredniki), Codex Theodosianus, Theodosiani libri XVI cum constitutionibus Sirmondianis et leges novellae ad Theodosianum pertinentes, Berlin, 1905.
- T. Mommsen (urednik), Corpus Inscriptionum Latinarum, 6, Berlin, 1875.
- F.R. Pichlmayr (urednik), Epitome de Caesaribus, Leipzig, 1961.
- Jerome, Chronicon, urednik R. Helm, Lewiston, NY, 1996.
- Orozij, Adversus paganos historiarum libri septem, urednik Z. Zangemeister, Corpus scriptorum ecclesiasticorum latinorum, 5, Dunaj, 1882.
- Socrates, Historia Ecclesiastica, urednik J.P. Migne, Patrologia Graeca, 67, Pariz, 1864.
- Sozomen, Historia Ecclesiastica, urednik J.P. Migne, Patrologia Graeca, 67. Pariz, 1864.
- Teoderet, Historia Ecclesiastica, urednik J.P. Migne, Patrologia Graeca, 82, Pariz, 1864.
- Zosim, Historia nova, urednik in prevajalec F. Paschoud, Zosime: Histoire Nouvelle, Pariz, 1971–1989.

### Sekundarni viri
- De Imperatoribus Romanis.
- A. Canduci (2010). Triumph and Tragedy: The Rise and Fall of Rome's Immortal Emperors. Pier 9 Books. ISBN 978-1-74196-598-8.
- E. Gibbon, The Decline and Fall of the Roman Empire, 1776.
- M. Grant, The Roman Emperors, 1985.
- Encyclopædia Britannica, 11. Izdaja, Cambridge University Press, 1911.
- S. Schmidt-Hofner, Reagieren und Gestalten: der Regierungsstil des spaetroemischen Kaisers am Beispiel der Gesetzgebung Valentinians I., München, Beck, 2008.
- E. Stein, Histoire du Bas-Empire, 1959, I, 4,

| Valentinijan I. Valentinijanska dinastija Rojen: 321 Umrl: 17. november 375 |                                                        |                                                  |
| Vladarski nazivi                                                            |                                                        |                                                  |
| Predhodnik: Jovijan                                                         | Cesar Rimskega cesarstva 364–375 Služboval ob: Valensu | Naslednik: Valens, Gracijan in Valentinijan II.  |
| Politične funkcije                                                          |                                                        |                                                  |
| Predhodnik: Jovijan, Veronijan                                              | Rimski konzul 365 z Valensom                           | Naslednik: Gracijan, Dagalajf                    |
| Predhodnik: Flavij Lupicin, Flavij Jovin                                    | Rimski konzul 368 z Valensom                           | Naslednik: Valentinijan Galat, Flavij Viktor     |
| Predhodnik: Valentinijan Galat, Flavij Viktor                               | Rimski konzul 370 z Valensom                           | Naslednik: Gracijan, Sekst Klavdij Petronij Prob |
| Predhodnik: Domicij Modest, Flavij Arintej                                  | Rimski konzul 373 z Valensom                           | Naslednik: Gracijan, Flavij Ekvicij              |